# Nån slags verklighet (musikalbum)
Nån slags verklighet är ett musikalbum med Daniel Lindström som släpptes i augusti 2006.

## Låtlista
1. Beslut (Lindström/Berger)
2. Ingen är som du (Lindström/Wallstén)
3. Annars stod vi aldrig här (Lindström/Wallstén)
4. Bara nu (Lindström/Berger)
5. Nån slags verklighet (Lindström/Wollbeck/Lindblom/Garvin/Berger)
6. Det finns inget bättre (Lindström/Söderberg)
7. Tänk om himlen föll (Lindström/Söderberg/Sahlin)
8. Sarah (Scocco)
9. Kristaller (Lindström/Wallstén)
10. Tyst och tomt (Lindström/Söderberg)
11. Du får aldrig vända om (Lindström/Röhr/Littwold)

## Medverkande
- Daniel Lindström - sång
- Jennie Abrahamson - kör
- Oskar Söderberg - producent
- Adam Kårsnäs - slagverk
- Jimmy Wahlsteen - gitarr
- Tobias Gabrielsson - bas
- Gustav Karlöf - klaviatur

## Försäljningslistor
Nån slags verklighet gick upp på Sveriges Radio P3s Albumlista vecka 34, och lämnade listan efter åtta veckor.
| Position | 3 | 9 | 12 | 22 | 19 | 32 | 46 | 58 |

Singeln Nån slags verklighet gick upp på Hitlistan vecka 33, och lämnade listan efter tretton veckor.
| Position | 27 | 42 | 26 | 27 | 28 | 30 | 42 | 34 | 43 | 49 | 52 | 56 | 53 |

## Listplaceringar
| Lista (2006) | Topplacering |
| ------------ | ------------ |
| Sverige      | 3            |